# Saint-Sauveur, Québec
Saint-Sauveur är en stad (kommun av typen ville) i provinsen Québec i Kanada, vars centrum utgör tätorten (centre de population) Saint-Sauveur-des-Monts. Den ligger i regionen Laurentides, i den sydöstra delen av landet, 130 km öster om huvudstaden Ottawa. Staden bildades 2002 genom sammanslagning av bykommunen Saint-Sauveur-des-Monts och socknen Saint-Sauveur.